# Ditrichocorycaeus lubbocki
Ditrichocorycaeus lubbocki is een eenoogkreeftjessoort uit de familie van de Corycaeidae. De wetenschappelijke naam van de soort is voor het eerst geldig gepubliceerd in 1891 door Giesbrecht.